# 조금 이따 샤워해
〈조금 이따 샤워해〉는 2014년 1월 15일 개리의 첫 솔로 음반 MR.GAE의 두 번째 타이틀 곡이다. 남녀가 침대 위에서 사랑을 나누는 이야기를 주제로 삼고 있다.

## 트랙 리스트
- 디지털 다운로드

1. "조금 이따 샤워해" – 4:00

## 차트 성적
| 차트 (2014년)                  | 최고 순위 |
| ------------------------------ | --------- |
| 대한민국 가온 BGM 차트         | 3         |
| 대한민국 가온 디지털 종합 차트 | 1         |
| 대한민국 가온 다운로드 차트    | 1         |
| 대한민국 가온 모바일 차트      | 8         |
| 대한민국 가온 스트리밍 차트    | 2         |